# Р215 (Росія)
Федеральна автодорога Р215 — автомобільна дорога федерального значення Астрахань — Кочубеї — Кизляр — Махачкала. Протяжність автодороги становить приблизно 470 км. Є частиною європейського маршруту  на всьому своєму протязі та азіатського маршруту  від початку автодороги до Бабаюрта.
Має дві смуги для руху, по одній у кожну сторону.
У червні 2014 року було відкрито ділянку дороги км 106–133,577 завдовжки 27,6 км від смт Лиман до кордону Астраханської області та Калмикії.
У 2013 році було розпочато роботи з ліквідації ґрунтового розриву від кордону Астраханської області та Калмикії до Артезіана на ділянці км 133,577–208,0 протяжністю 93,6 км із будівництвом автодороги ІІ-ІІІ технічної категорії з асфальтобетонним покриттям.
У січні 2019 року було здано І етап протяжністю 58,773 км від Улан-Холу до Артезіана.
У липні 2020 року було здано II етап протяжністю 17,64 км від повороту на Лагань до Улан-Холу. У складі етапу побудовано транспортну розв'язку за типом «труба» на повороті в Лагань.
29 січня 2021 року було здано III етап протяжністю 15,001 км від кордону Астраханської області та Калмикії до повороту на Лагань, і IV етап протяжністю 2,219 км з транспортною розв'язкою на кшталт «труба» на з'їзді в Улан-Хол.
В результаті введення в експлуатацію цих ділянок ліквідовано ґрунтовий розрив і на всьому протязі від Астрахані до Махачкали автодорога відповідає ІІ-ІІІ технічній категорії та має асфальтобетонне покриття.